# اودو کراگل
اودو کراگل (به آلمانی: Udo Kragl؛ زاده ۲۰ مه ۱۹۶۱ در ترویزدورف-زیگلار) یک شیمیدان اهل آلمان است که در بخش شیمی کاربردی در دانشگاه روستوک به عنوان استاد مشغول به کار است. او متأهل و دارای دو فرزند است.

## حرفه/زندگی
اودو کراگل تحصیلات خود را در دانشگاه بن از سال ۱۹۸۱ تا ۱۹۸۷ به انجام رساند. او در ادامه مقطع دکترای خود را در همان دانشگاه در سال ۱۹۹۲ در مرکز تحقیقاتی جولیچین در گروه کریستیان وندری اخذ نمود. بعد از یک فرصت مطالعاتی شش‌ماهه در تکارازوکا در ژاپن، او به مرکز تحقیقاتی جولیچین بازگشت و درجه علمی استاد تمام را در سال ۱۹۹۸ دریافت کرد.
در همان سال او مسیر علمی خود را در دانشگاه روستوک ادامه داد. کراگل در سال ۲۰۰۷ چهار ماه به عنوان استاد مهمان در دانشگاه ملی سنگاپور فعالیت علمی داشت. کراگل از سال ۲۰۰۴ تا ۲۰۰۶ ریاست دانشکده علوم پایه دانشگاه روستوک را به عهده داشت. او از سال ۲۰۰۷ دبیر بنیاد دانشکده میان رشته‌ای دانشگاه روستوک است. کراگل در سال ۲۰۱۵ به عنوان استاد سال در بخش انتخابی علوم پایه و پزشکی انتخاب گردید.
کراگل در سال ۱۹۹۷ برنده بورسیه بنیاد کارل ویناکر شد.

## زمینه‌های تحقیقاتی
تمرکز اصلی تحقیقات او در زمینه بیوکاتالیز و کاربرد آن در سنتز توسط آنزیم‌ها می‌باشد. در سالهای اخیر او زمینه تحقیقات خود را گسترش داده که شامل موارد زیر می‌باشد:
- تکنولوژی غشا
- تحقیقات در زمینه مواد خام قابل بازیافت
- مایعات یونی
- ردیابی و تجزیه و تحلیل فرایند

## مشارکت در کمیته‌های
فعالیت‌ها در کمیته‌های مختلف طی سال‌های اخیر:
- عضو هیئت مدیره در DECHEMA در بخش کاتالیزور ها[۸]
- عضو هیئت مشاوران کنفرانس‌های بخش شیمی[۹]
- عضو هیئت مدیره تشخیص صلاحیت انجمن کاتالیز (ConNeCat)

## لینک
- آثار نوشته‌شده یا دربارهٔ اودو کراگل در برگه‌دان کتابخانهٔ ملی آلمان
- دانشگاه روستوک -دانشکده شیمی کاربردی
- نشریات علمی
- Catalogus Professorum Rostochiensium
- ORCID[۱۰]
- Scopus[۱۱]